# Iouri Chevtsov
Iouri Anatoliévitch Chevtsov (en russe : Ю́рий Анато́льевич Шевцо́в, en anglais Yury Shevtsov), né le 16 décembre 1959 à Sloutsk (URSS, aujourd'hui Biélorussie), est un ancien joueur de handball soviétique puis biélorusse évoluant au poste d'ailier droit.
Avec la sélection nationale soviétique, il est notamment champion du monde en 1982 et champion olympique en 1988.
Reconverti entraîneur, il dirige d'abord plusieurs clubs allemands entre 1993 et 2008 avant de devenir le sélectionneur de la Biélorussie à partir de 2009 avec laquelle il participe à plusieurs Championnats du monde et d'Europe.

## Palmarès de joueur

### En club
Compétitions internationales
- Vainqueur de la Coupe des clubs champions (3) : 1987, 1989, 1990
- Vainqueur de la Coupe des vainqueurs de coupe (2) : 1983, 1988
- finaliste de la Supercoupe d'Europe en 1983

Compétitions nationales
- Vainqueur du Championnat d'Union soviétique (6) : 1981, 1984, 1985, 1986, 1988, 1989
- Vainqueur de la Coupe d'Union soviétique (3) : 1980, 1981, 1982

### Sélection nationale
- Jeux olympiques[1]
  -  Médaille d'or aux Jeux olympiques de 1988 à Séoul,  Corée du Sud
- Championnats du monde
  -  Médaille d'or au Championnat du monde 1982
- Autres
  -  Vainqueur du Championnat du monde B 1987
  -  Médaille d'or aux Goodwill Games de 1986
  -  Vainqueur de la Supercoupe des nations en 1985 (de)
  -  finaliste de la Supercoupe des nations en 1983 (de)

## Palmarès d'entraîneur

### En club
Compétitions internationales
- Vainqueur de la Coupe de l'EHF (1) : 2005

Compétitions nationales
- Vainqueur du Championnat d'Allemagne (1) : 1997
- Vainqueur du Coupe d'Allemagne (1) : 1997
  - Finaliste en 1999, 2003, 2006, 2007
- Vainqueur de la Supercoupe d'Allemagne (2) : 1997, 1999

### Sélection nationale
- 15e place au Championnat du monde 2013
- 12e place au Championnat d'Europe 2014
- 18e place au Championnat du monde 2015
- 10e place au Championnat d'Europe 2016
- 11e place au Championnat du monde 2017
- 10e place au Championnat d'Europe 2018
- 10e place au Championnat d'Europe 2020
- 17e place au Championnat du monde 2021

### Distinctions individuelles
- élu Entraîneur de handball de l'année en Allemagne (de) en 1997